# Solenopotes
Solenopotes (лат.) — род вшей из семейства Linognathidae. Постоянные паразиты млекопитающих, включая крупный рогатый скот. Евразия и Северная Америка, Австралия, Африка.

## Описание
Длина тела 1,2—2,5 мм. Глаза отсутствуют. Усики 5-члениковые. Отличаются наличием одного ряда щетинок на тергитах брюшка. Передняя пара ног меньше средней и задней пары. Паразитируют на млекопитающих, включая представителей из следующих семейств: полорогие (Bovidae, включая крупный рогатый скот), оленевые (Cervidae).

## Классификация
Род был впервые назван в 1904 году германским зоологом Гюнтером Эндерляйном. Типовым видом обозначен Solenopotes capillatus.
- Solenopotes binipilosus (Fahrenholz, 1916)
- Solenopotes burmeisteri (Fahrenholz, 1919)
- Solenopotes capillatus Enderlein, 1904
- Solenopotes capreoli Freund, 1935
- Solenopotes ferrisi (Fahrenholz, 1919)
- Solenopotes hologastrus (Werneck, 1937)
- Solenopotes muntiacus G.B.Thompson, 1938[9]
  - =Solenopotes sinensis Chin, 1973[10]
- Solenopotes natalensis Ledger, 1970[3]
- Solenopotes tarandi (Mjoberg, 1915)